# Walton (Automarke)
Walton war eine britische Automarke.

## Unternehmensgeschichte
Das Unternehmen aus Great Sankey begann 1904 mit der Produktion von Automobilen. Der Markenname lautete Walton. Im gleichen Jahr endete die Produktion.

## Fahrzeuge
Im Angebot stand nur ein Modell. Ein wassergekühlter Zweizylindermotor mit 5 PS Leistung trieb das Fahrzeug an.